# Mąka

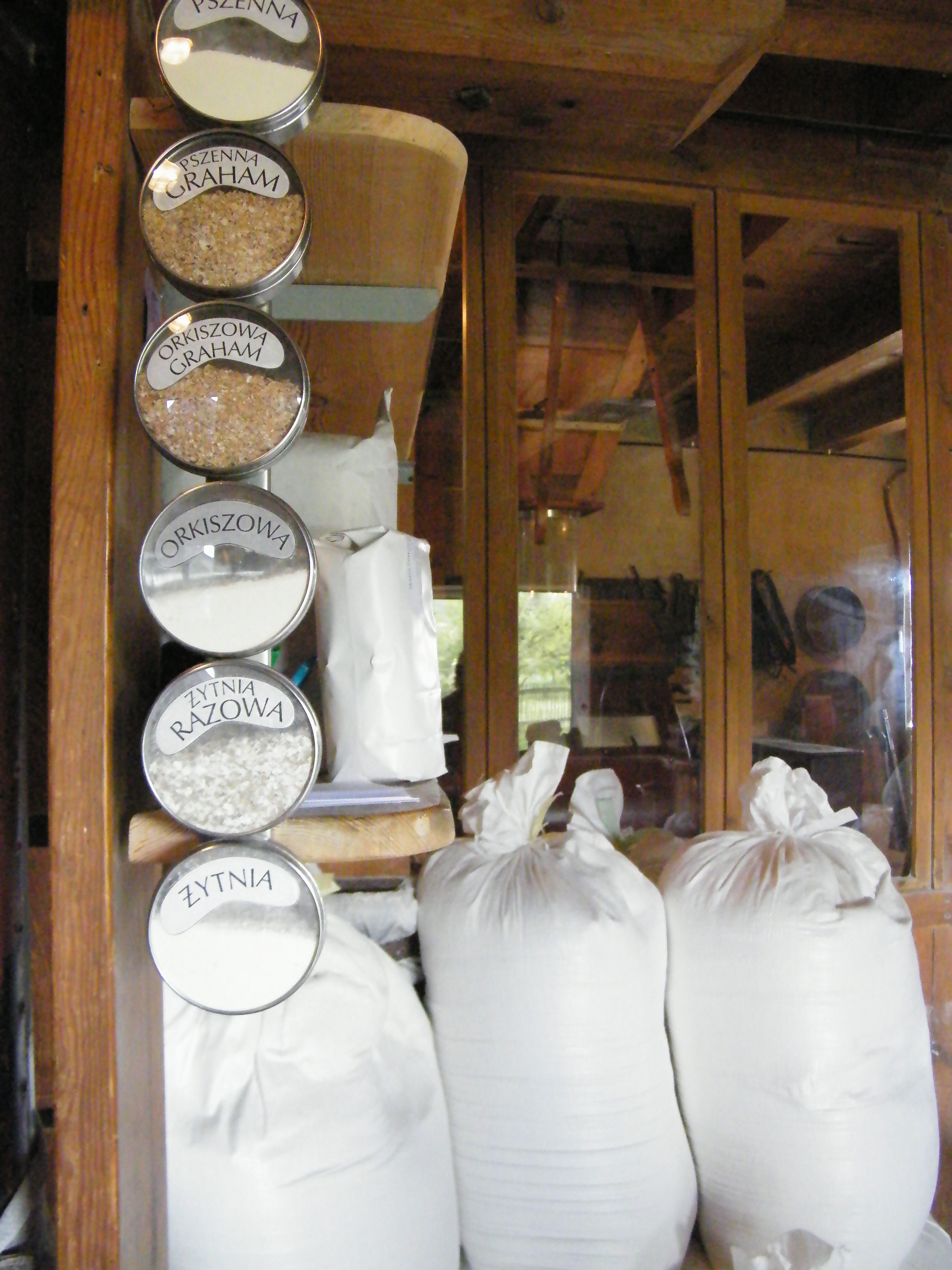
Próbki różnych typów mąki pszennej i żytniej (w starym młynie w Uszycach)

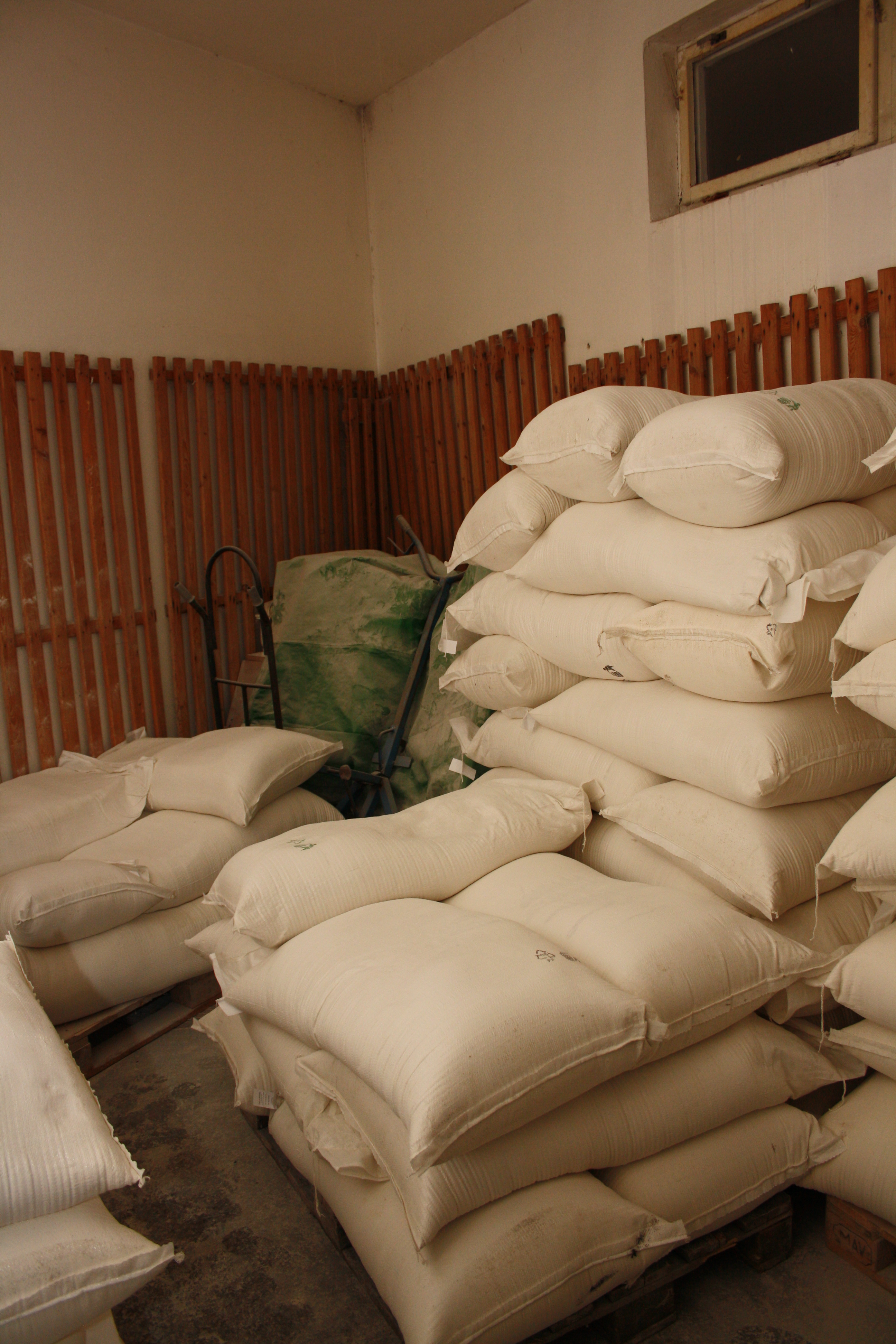
Worki z mąką

Mąka – produkt powstały w wyniku silnego rozdrobnienia ziarna zbóż lub np. orzechów (kokosów, migdałów), cechujący się drobną granulacją i sypką konsystencją.
W zależności od rodzaju zboża, z którego ją otrzymano, może być zastosowana do różnych celów – spożywczych, paszowych lub przemysłowych. Powszechnie jest używana do produkcji pieczywa, wyrobów cukierniczych i makaronów oraz przeróżnych potraw, jak naleśniki, pierogi itp.

## Produkcja mąki
Produkcja mąki polega na przemiale ziarna, tzn. na mechanicznym rozdrobnieniu oczyszczonego ziarna za pomocą specjalistycznych urządzeń, tak aby oddzielić centralną części ziarna, to jest bielma mącznego od zewnętrznej warstwy ziarna – to jest okrywy owocowo-nasiennej. W ten sposób z rozdrobnionego bielma wytwarzana jest mąka, a oddzielona warstwa owocowo-nasienna tworzy otręby.
Proces produkcji polega na wielokrotnym, etapowym rozdrobnieniu ziarna i międzyproduktów przemiału oraz ich sortowaniu i odsiewaniu.
Przemiał prowadzony jest za pomocą maszyn rozdrabniających (w głównej mierze mlewników walcowych) oraz maszyn odsiewających (odsiewaczy płaskich). Proces przemiału składa się z pasaży przemiałowych. Pasaż przemiałowy stanowi połączenie mlewnika walcowego i odsiewacza. Rozdrobniony produkt kierowany jest z maszyny mielącej do odsiewacza, w którym następuje rozsortowanie mlewa na części różnej wielkości i jakości. Poszczególne wydzielone z odsiewacza części ziarna kierowane są na następne pasaże przemiałowe, to jest do następnej maszyny mielącej i przypisanego do niej odsiewacza. Z każdego pasażu przemiałowego (odsiewacza pasażowego) odsiewana jest mąka pasażowa. Poszczególne mąki pasażowe różnią się od siebie jakością. Na podstawie łączenia poszczególnych strumieni mąk pasażowych komponuje się mąki handlowe o różnej jakości i własnościach użytkowych. Ostatecznym produktem przemiału jest odpowiednia mąka handlowa oraz otręby, jak również mogą być i inne wyroby, jak np. kasza manna, która może być produkowana podczas przemiału pszenicy.
Poszczególne rodzaje mąki są efektem różnego stopnia oddzielenia okrywy owocowo-nasiennej od bielma. W ten sposób mamy do czynienia z różnym „wyciągiem mąki”. „Wyciąg mąki” jest podstawowym wskaźnikiem produkcyjnym w młynarstwie. Określa on procentową ilość mąki otrzymaną z jednostki ziarna. Mąki jasne, produkowane w głównej mierze z bielma mają niższy wyciąg, natomiast w miarę większego udziału rozdrobnionej okrywy owocowo-nasiennej w mące, produkowane są mąki ciemne o większym wyciągu. Mąki całoziarnowe produkuje się przez rozdrobnienie ziarna praktycznie bez wydzielania okrywy owocowo-nasiennej, a więc otrąb.
Produkcja mąki odbywa się obecnie głównie na skalę przemysłową – w młynie zbożowym. Praktyka mielenia zboża na mąkę jest jednak znana od czasów prehistorycznych, początkowo poprzez rozcieranie na płaskich kamieniach, które z czasem ustąpiły miejsca obrotowym żarnom ręcznym, a następnie żarnom młynów wodnych i wiatrowych. Młynarstwo przemysłowe rozwinęło się natomiast dopiero na początku XX wieku, po wprowadzeniu maszyn parowych do poruszania żaren.

## Rodzaje i zastosowanie mąki

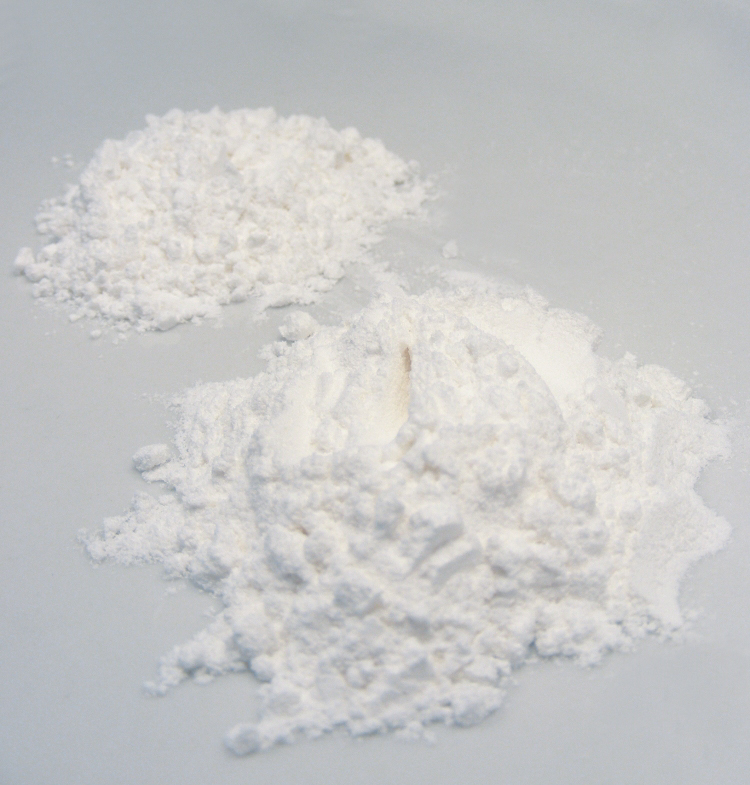
Na zdjęciu dwa rodzaje mąki ryżowej: normalna, zwykła mąka ryżowa i kleista mąka ryżowa

Rodzaje mąki można podzielić ze względu na rodzaj stosowanego surowca (ziarna), ze względu na przeznaczenie – do użytku domowego i przetwórstwa przemysłowego do produkcji pieczywa, wyrobów cukierniczych, makaronów. Rozróżniamy mąki konsumpcyjne dla spożycia przez ludzi oraz mąki paszowe do skarmiania zwierząt i produkcji pasz oraz mąki przemysłowe do innych celów niż spożycie.
Mąki do produkcji piekarskiej nazywamy często mąkami chlebowymi. Do mąk chlebowych zaliczamy mąki pszenne i żytnie, są one zgodnie z nazwą wykorzystywane do wypieku chleba, ale także różnych innych wyrobów piekarniczych i cukierniczych.
Wśród mąk niechlebowych znajdują się zarówno mąki zbożowe, jak i produkowane z innych roślin. W sztuce kulinarnej są one używane w zasadzie jako dodatek do mąk chlebowych, czasem również samodzielnie. Mąki tego rodzaju są wytwarzane m.in. z pszenżyta (mąka pszenżytnia), jęczmienia (mąka jęczmienna), owsa, kukurydzy (mąka kukurydziana), ryżu (mąka ryżowa), jagły (mąka jaglana), sorgo, gryki (mąka gryczana), amarantusa, komosy ryżowej (quinoa), grochu, ciecierzycy, soi, ziemniaków (mąka ziemniaczana), manioku (tapioka), kokosa (mąka kokosowa), migdałów (mąka migdałowa) i innych roślin.
Wśród mąk niechlebowych można wyróżnić mąki stosowane do produkcji chleba dla ludzi chorych na celiakię, czyli chorobę polegającą na uczuleniu na białka glutenowe zawarte w mące pszennej lub żytniej. Do produkcji takiego chleba stosuje się m.in. mąkę ryżową, gryczaną, z amarantusa, sorgo lub kukurydzianą (dieta bezglutenowa).

## Typy mąki
Sposobem określenia rodzaju mąki jest jej podział na typy. Typ mąki określany jest na podstawie zawartości w mące substancji mineralnych. Tak np. typ 450 określa zawartość 0,45%, typ 750 zawartość 0,75%, a typ 2000 zawartość 2,00% substancji mineralnych w mące. Popularnie zawartość substancji mineralnych w mące nazywana jest „zawartością popiołu” lub „popiołem”. Wynika to z metody określania zawartości substancji mineralnych. Próbka badanej mąki po umieszczeniu w porcelanowym tygielku spopielana jest w specjalnym piecu w temperaturze 950 stopni Celsjusza w czasie godziny. Substancje organiczne zostaną spalone, a pozostałością po spaleniu będą substancje mineralne tworzące popiół. Typ mąki to pozostałość popiołu w % pomnożona przez 1000.
Typ mąki – zawartość popiołu – związana jest bezpośrednio z barwą mąki. Im niższy typ mąki, tym barwa mąki jest bielsza, im typ mąki jest wyższy, tym mąka będzie ciemniejsza. Tak więc najjaśniejszą będzie mąka typ 450, a najciemniejszą będzie mąka typ 2000.
Odcień i barwa mąki związana jest z zawartością w mące rozdrobnionej okrywy owocowo-nasiennej ziarna. „Biała” mąka produkowana jest z centralnej części ziarna, to znaczy z bielma mącznego, które stanowi około 82% zawartości ziarna (ziarna pszenicy). Wokół bielma mącznego, zewnętrzną warstwę ziarna tworzy okrywa owocowo-nasienna, która ulega również w pewnym stopniu rozdrobnieniu wraz z bielmem. Centralna część bielma zawiera 0,3–0,6% popiołu, natomiast okrywa owocowo-nasienna zawiera 6–10% popiołu. Stąd im większy stopień rozdrobnienia okrywy i przejście jej do mąki, tym większa zawartość popiołu, większy typ mąki oraz ciemniejsza barwa mąki.
Podstawowy podział mąki na typy podają Polskie Normy: PN-A-74022:2003 Przetwory zbożowe. Mąka pszenna oraz PN-A-74032: 2002 Przetwory zbożowe. Mąka żytnia. Oprócz Polskich Norm mogą istnieć normy lub specyfikacje zakładowe, w których producenci mąki mogą ustalać swoje typy mąki, np. mąka pszenna typ 500 lub typ 850, które zostały wykluczone z obecnej Polskiej Normy. Recepturę i technologię produkcji tej pierwszej (popularna "Mąka wrocławska", pszenna, typu 500) opracował ok. 1950 r. we Wrocławiu dyrektor tamtejszych młynów zbożowych Wojciech Dzieduszycki. Należy dodać, że w innych krajach istnieją inne typy mąki oraz ich oznaczenia, np. w Niemczech mąka pszenna typ 405.
Typy mąki pszennej z pszenicy zwyczajnej według PN-A-74022:2003:
- typ 450: tortowa, „pięćsetka” – zawartość popiołu do 0,50%
- typ 550: luksusowa – zawartość popiołu od 0,51% do 0,58%
- typ 650 – zawartość popiołu od 0,59% do 0,69%
- typ 750: chlebowa – zawartość popiołu od 0,70% do 0,78%
- typ 1050 – zawartość popiołu od 0,79% do 1,20%
- typ 1400: sitkowa – zawartość popiołu od 1,21% do 1,60%
- typ 1850: graham – zawartość popiołu od 1,61% do 2,00%
- typ 2000: razowa, śruta chlebowa – zawartość popiołu nie więcej niż 2,00%

Popularne typy mąki pszennej 500 oraz 850 są typami produkowanymi obecnie według norm zakładowych (specyfikacji jakościowych).
Typy mąki żytniej według PN-A-74032:2002
- typ 500 – zawartość popiołu do 0,58%
- typ 720 – zawartość popiołu od 0,59% do 0.78%
- typ 1150 – zawartość popiołu od 0,79% do 1,31%
- typ 1400 – zawartość popiołu od 1,31% do 1,60%
- typ 2000 – zawartość popiołu nie więcej niż 2,00%

Typy mąki makaronowej uzyskiwanej z przemiału pszenicy twardej (Triticum durum) według PN-92/A-74021:
- semolina – zawartość popiołu nie więcej niż 0,90%
- typ 950 – zawartość popiołu nie więcej niż 0,95%
- typ 1750 – zawartość popiołu nie więcej niż 1,75%

Mąkę do produkcji makaronu „popularnego” można otrzymywać również z pszenicy zwyczajnej, która służy do produkcji zwykłej mąki pszennej detalicznej, piekarskiej i cukierniczej, np. według PN-93/A-74020. Makaron, który produkowany jest we Włoszech i innych krajach, powstaje zazwyczaj z semoliny (mąka pszenicy twardej).

## Szkodniki mąki
Najważniejsze szkodniki magazynowe produktów sypkich to mącznik młynarek, mklik mączny, rozkruszek mączny, rozpłaszczyk spichrzowiec, trojszyk ulec, trojszyk gryzący, zadarnica spiżarnianka, omacnica spichrzanka, mysz domowa, szczur wędrowny, szczur śniady.